# Narvik
Narvik je město v Norsku, které leží 220 km severně od polárního kruhu v kraji Nordland. Byl postaven v 19. století na poloostrově oddělujícím Beisfjord a Rombakfjord. Je obchodním střediskem oblasti, ve kterém je rozsáhlý přístav pro nakládání železné rudy, druhý největší přístav Norska. Ve městě žije přibližně 18 512 obyvatel (2005).
Jedná se o nejsevernější město v Norsku, které je napojeno na železniční síť. Paradoxně není napojeno na železnici Norska, ale sousedního státu Švédska, které využívá jeho nezamrzajících přístavů pro dopravu železné rudy těžené okolo města Kiruna – tzv. Malmbanan, česky rudná dráha. Přístavy v Baltském moři v zimě zamrzají, což znemožňovalo plynulé dodávky, a tak byla postavena železnice do Narviku k Norskému moři. Do přístavu v Narviku mohou připlouvat lodě o výtlaku 250 000 tun a každoročně se na 220 lodích přepraví 14 milionů tun železné rudy.

## Podnebí
Díky teplému Golfskému proudu a závětrné poloze města ve fjordu se průměrná teplota v zimě pohybuje okolo –5 °C a v létě kolem +20 °C. Leží 220 kilometrů severně od severního polárního kruhu. Léto tu začíná v červnu a končí na začátku září. Rekordní teplota byla zde naměřena v červenci a to +32,5 °C, naopak nejnižší v lednu: –20 °C. Díky výrazné poloze na sever od polárního kruhu, je zde od května do července pozorovatelné půlnoční Slunce, naopak v části zimního období slunce nevychází téměř vůbec.

## Historie
V roce 1898 byla dokončena železnice mezi Narvikem a Kirunou. Město bylo během druhé světové války téměř celé zničeno. 9. dubna 1940 bylo na začátku operace Operace Weserübung okupováno Němci, ale v následujících bojích bylo dobyto spojeneckými vojsky zpět. Na dně Ofotenfjordu dodnes leží válečné lodě potopené při dvou námořních bitvách o Narvik. Nicméně celková situace v Norsku byla pro Spojence neudržitelná, a tak byl Narvik vzápětí evakuován. Při ústupu spojeneckých vojsk byl před postupujícími Němci kompletně zdemolován překládací terminál a veškerá infrastruktura přístavu, jehož obnova Němcům zabrala sedm měsíců. Ke konci války bylo město téměř celé vypáleno (podobně jako oblast severně od města Narvik až k ruským hranicím) a opět zničena jeho nakládací zařízení spolu s přístavištěm, jelikož Němci se obávali toho, že by mohlo padnout do ruky postupující Rudé armádě. Ta ale útok do nitra Norska nepodnikla a zastavila se krátce za jeho hranicemi.

## Památky

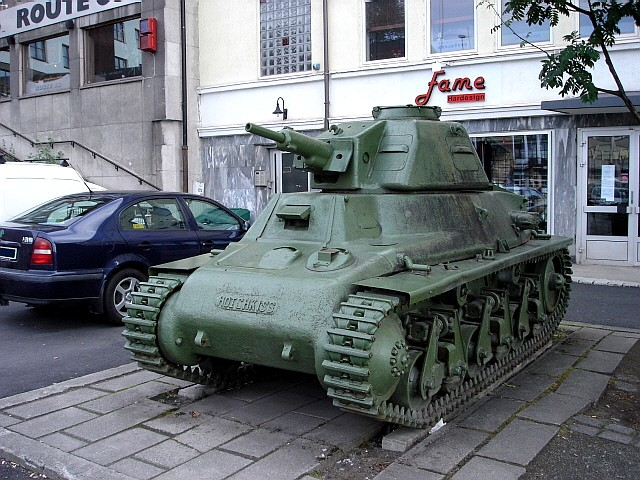
Francouzský tank Hotchkiss H-39 poblíž muzea

Ve městě je dnes možno vidět muzeum zabývající se druhou světovou válkou a boji v okolí města a celkovou situací v oblasti Nordland. Před muzeem se nachází dobový francouzský tank, u obchodního centra námořní mina. Hlavní ulicí města je Kongensgate, která se táhne rovnoběžně se železnicí. Na Tržním náměstí stojí radnice z roku 1961, před ní je 23 údajů o vzdálenostech, na severní pól a na další významná místa světa.

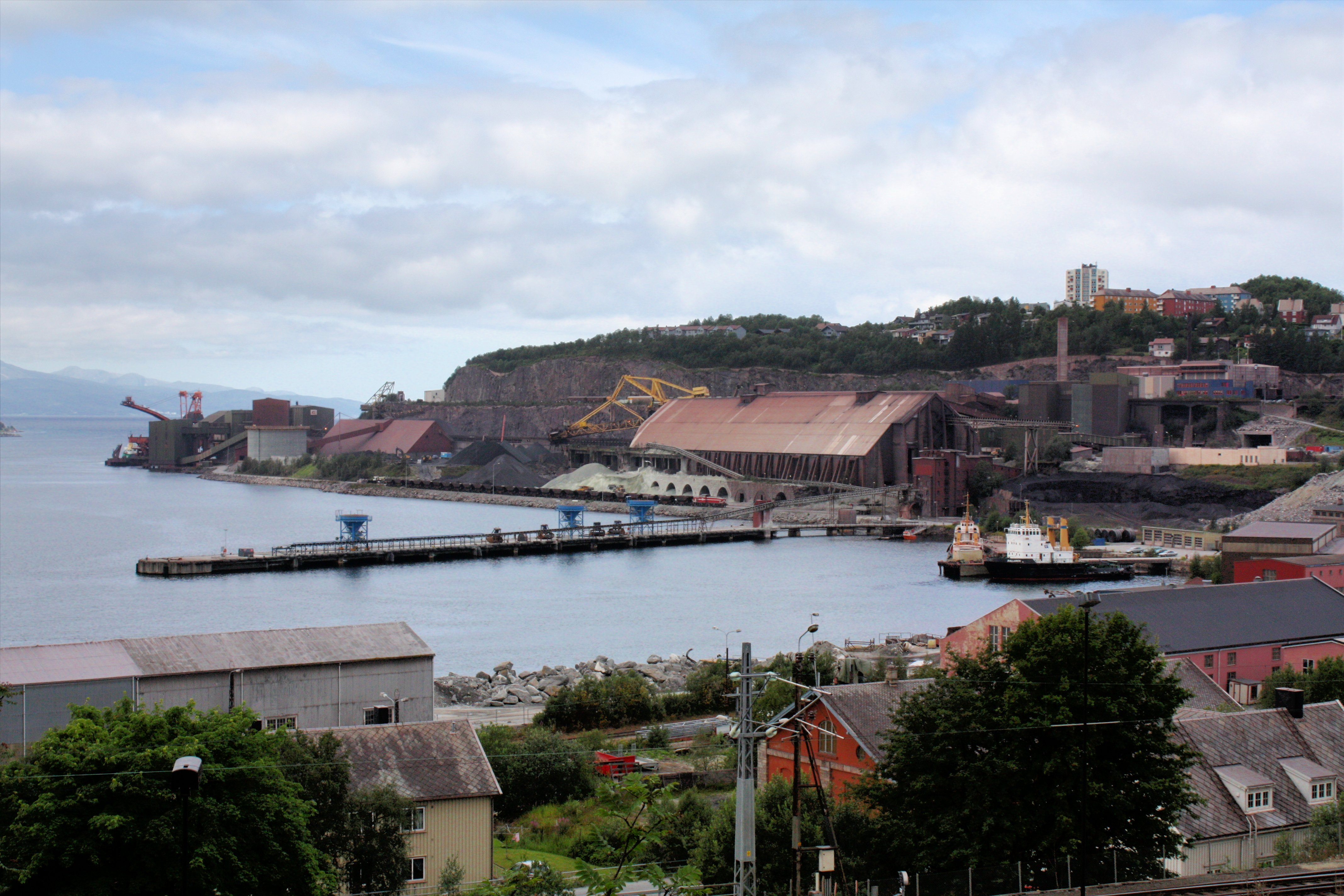
Překladiště železné rudy

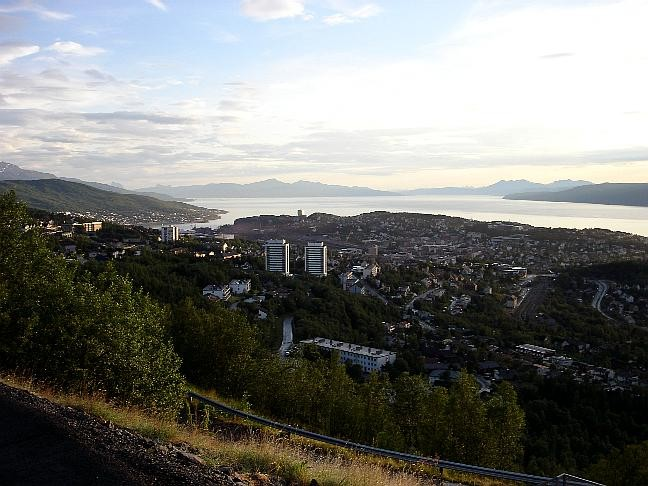
Pohled na město
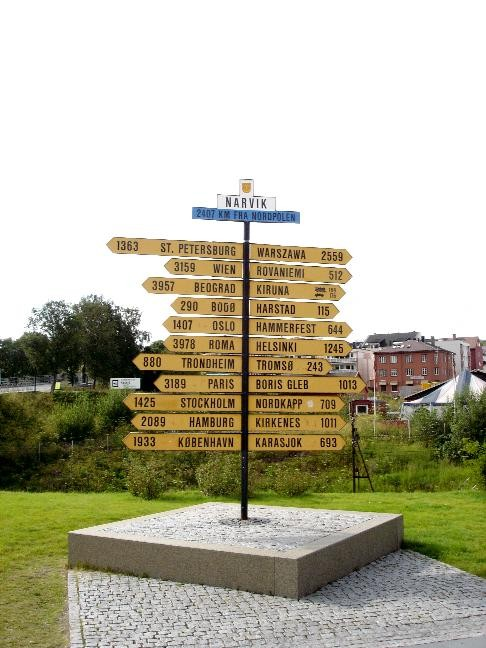
Rozcestník
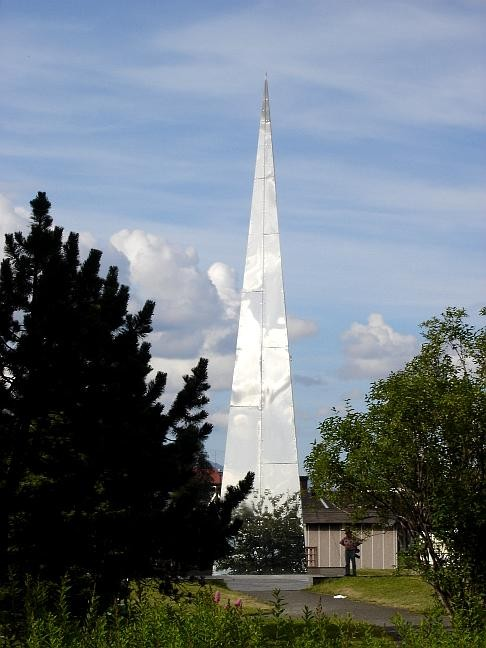
Obelisk míru
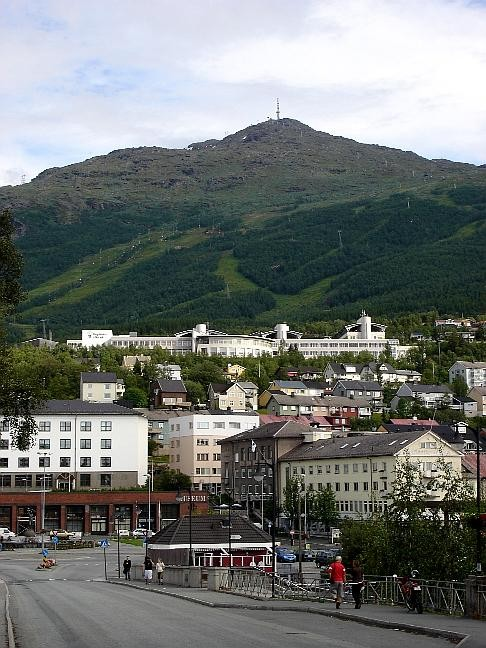
Rozhledna nad městem

## Železniční doprava
Ačkoliv má Norsko vlastní železniční dráhy, je Narvik propojen železnicí do Švédska, která se nazývá Malmbanan (česky rudná dráha). Železniční doprava je zaměřena na převoz železné rudy, která byla za 2. světové války strategickou surovinou a byla příčinou bitev o město. V Narviku je velké překladiště železné rudy.

## Partnerská města
- Kikinda, Srbsko
- Kingisepp, Rusko
- Kiruna, Švédsko
- Nowy Sącz, Polsko
- Rovaniemi, Finsko